# Aeolus II
| Aeolus II                                                  | Aeolus II                                 |
| ---------------------------------------------------------- | ----------------------------------------- |
| Koordinaten: 53° 36′ 34,8″ N, 8° 3′ 23,9″ O\| Aeolus II \| |                                           |
| Anzahl:                                                    | 1                                         |
| Erste Inbetriebnahme:                                      | 1993                                      |
| Hersteller:                                                | Kvaerner / MBB                            |
| Leistung:                                                  | 3 MW                                      |
| Nennwind:                                                  | 14,5 m/s                                  |
| Drehzahl:                                                  | 11–24/min                                 |
| Nabenhöhe:                                                 | 92 m                                      |
| Durchmesser:                                               | 80 m                                      |
| Gewicht Maschinenhaus+Rotor:                               | 162 t                                     |
| Anzahl Rotorblätter:                                       | 2                                         |
| Leistungsregelung:                                         | Rotorblattverstellung                     |
| Kraftübertragung:                                          | Getriebe                                  |
| Generator:                                                 | synchron mit statischem Frequenzumrichter |
| Einspeisung:                                               | netzgebunden                              |
| Besonderheiten:                                            | Zweiflügler                               |
| Aeolus II                                                  |                                           |

Aeolus II war von 1993 bis 2008 eine Windkraftanlage im Jade-Windpark bei Wilhelmshaven. Sie war das Nachfolgemodell der Aeolus I, Gotland, Schweden und war zur Zeit ihrer Inbetriebnahme die größte Windkraftanlage der Welt. Benannt ist die Anlage nach Aeolus, dem griechischen Gott der Winde.

## Hersteller
Die Anlage wurde von der schwedischen Kvaerner AB gebaut und von der deutschen Messerschmitt-Bölkow-Blohm (MBB) in Betrieb genommen.

## Technische Einzelheiten
Der Aeolus II hatte einen 92 m hohen Spannbetonturm, einen über ein Winkelgetriebe angetriebenen Generator von 3 MW Leistung und zwei hydraulisch verstellbare GFK-Rotorblätter von 40 Metern Länge, womit die Anlagen einen Rotordurchmesser von 80 m aufwies.
Das Turmfundament ruhte auf 36 Betonpfählen, die tief im Kleiboden verankert sind.
Aus heutiger Sicht technische Besonderheiten waren:
- das Winkelgetriebe, das die Kraftübertragung auf einen im Turm sitzenden Generator ermöglichte und so das damals bei Windkraftanlagen übliche Problem der Kabelverdrillung löste.
- das am Turm angebrachte Schienensystem, das den Turm von außen mit einer Bühne befahrbar machte, so dass die Rotorblätter auf ganzer Länge zugänglich waren. Beim Aufbau der Anlage wurde das komplette Maschinenhaus mit montierten Rotorblättern an dieser Schiene bis zur Turmspitze gefahren, oben um 90° gedreht und montiert. Es war also kein Kran in Turmhöhe erforderlich.

## Betrieb
Die Anlage ging am 15. Oktober 1993 in Betrieb und war zunächst im Besitz der PreußenElektra. Im Jahr 2000 wurde die Anlage von Dietmar Knünz und Heiner Wendt übernommen, die auch damals bei MBB an der Entwicklung beteiligt waren, und bis Ende 2007 weiterbetrieben.
Ein Schaden des Haupt-Rotorlagers machte eine Reparatur unwirtschaftlich, so dass am 13. Februar 2008 die Sprengung der Anlage erfolgte. Dabei wurde die gesamte Anlage mit montiertem Rotor umgelegt. Am Standort von Aeolus II wurde eine Enercon E-70 mit 2,3 MW Leistung errichtet.